# 까꿍
까꿍 혹은 까꿍 놀이는 아기를 달래거나, 아기와 놀아줄 때 쓰는 말이나 그 놀이를 뜻하는 것으로 신생아에게 대상영속성 즉 어떤 사물이 영속적으로 존재한다는 개념을 가르쳐주는 놀이이다.

## 까꿍 놀이

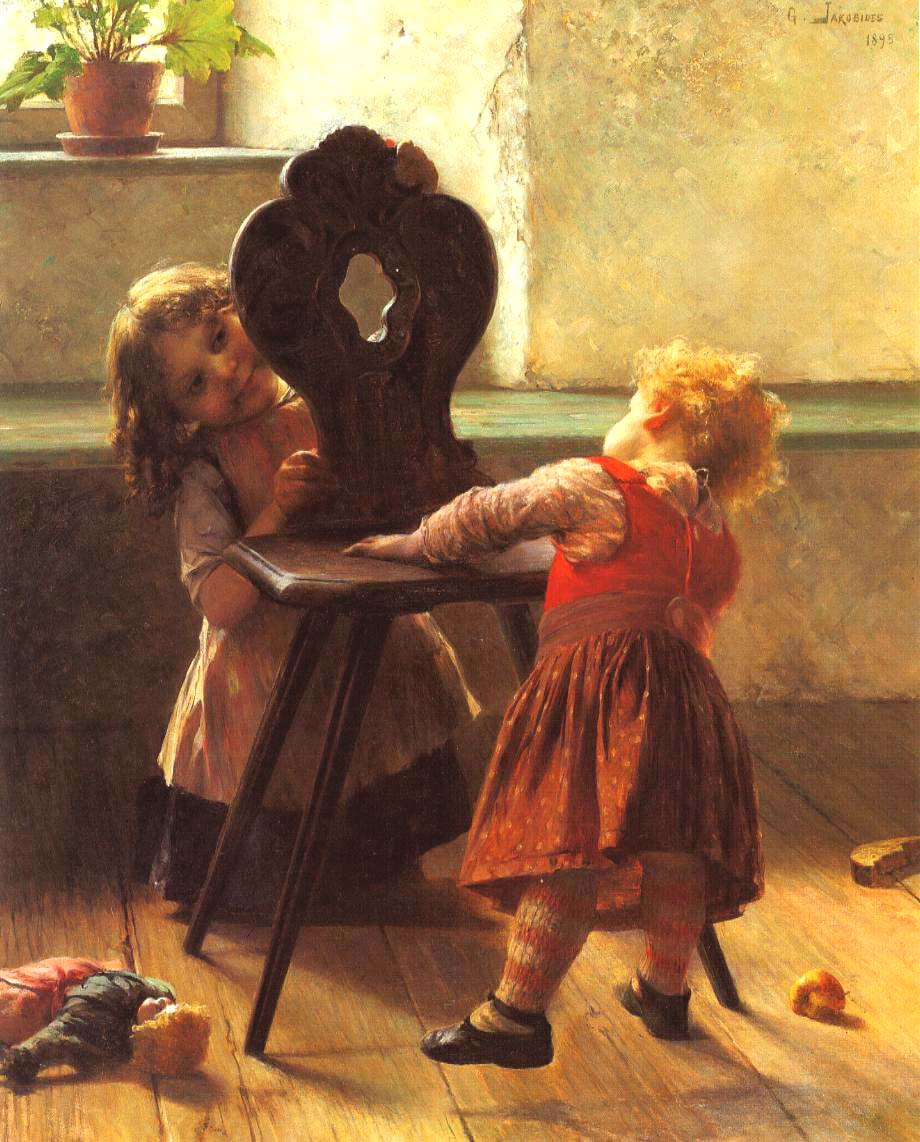
두 아이가 까꿍 놀이를 하고 있다.

이 놀이는 신생아에게 얼굴을 보여주고 있다가 손이나 다른 사물로 얼굴을 가리면, 신생아가 사물이 사라진 것으로 생각하고 찾고 있을 때, '까꿍'이라는 소리를 내면서 얼굴을 보여주면 아기가 재미있어 하는 방식으로 진행된다.

## 같이 보기
- 대상 영속성